# Stenosfemuraia
Genre
Synonymes
- Codazziella González-Sponga, 2005
- Chichiriviche González-Sponga, 2011

Stenosfemuraia est un genre d'araignées aranéomorphes de la famille des Pholcidae.

## Distribution
Les espèces de ce genre sont endémiques du Venezuela.

## Liste des espèces
Selon World Spider Catalog (version 21.5, 18/10/2020) :
- Stenosfemuraia cuadrata González-Sponga, 2005
- Stenosfemuraia cumbre Huber, 2020
- Stenosfemuraia exigua Huber, 2020
- Stenosfemuraia parva González-Sponga, 1998
- Stenosfemuraia pilosa (González-Sponga, 2005)

## Publication originale
- González-Sponga, 1998 : « Arácnidos de Venezuela. Cuatro nuevos géneros y cuatro nuevas especies de la familia Pholcidae Koch, 1850 (Araneae). » Memorias de la Sociedad de Ciencias Naturales La Salle, vol. 57, p. 17-31.